# Hohe See

Seerechtliche Zonen nach dem Seerechtsübereinkommen

Hohe See in Dunkelblau

Die Hohe See (allgemeinsprachlich hohe See) oder Hochsee im rechtlichen Sinne bezeichnet das offene Meer außerhalb der Küstengewässer.
Völkerrechtlich umfasst die Hohe See gemäß Artikel 86 des Seerechtsübereinkommens von 1982 (SRÜ) alle Teile der Meere, die nicht zu einer Ausschließlichen Wirtschaftszone (AWZ), zum Küstenmeer, zu den Binnengewässern eines Staates oder zu den Archipelgewässern eines Archipelstaats gehören. Zwei Drittel der Ozeane gehören zur Hohen See.
Sie sind damit frei von der Ausübung staatlicher Hoheitsgewalt. Ihr rechtlicher Status ist im Teil VII Hohe See SRÜ (Artikel 86 bis 120) geregelt.
Artikel 87 lautet:
Freiheit der Hohen See
(1) Die Hohe See steht allen Staaten, ob Küsten- oder Binnenstaaten, offen. Die Freiheit der Hohen See wird gemäß den Bedingungen dieses Übereinkommens und den sonstigen Regeln des Völkerrechts ausgeübt. Sie umfasst für Küsten- und Binnenstaaten unter anderem
a) die Freiheit der Schifffahrt,
b) die Freiheit des Überflugs,
c) die Freiheit, vorbehaltlich des Teiles VI, unterseeische Kabel und Rohrleitungen zu legen,
d) die Freiheit, vorbehaltlich des Teiles VI, künstliche Inseln und andere nach dem Völkerrecht zulässige Anlagen zu errichten,
e) die Freiheit der Fischerei unter den Bedingungen des Abschnitts 2,
f) die Freiheit der wissenschaftlichen Forschung vorbehaltlich der Teile VI und XIII.
(2) Diese Freiheiten werden von jedem Staat unter gebührender Berücksichtigung der Interessen anderer Staaten an der Ausübung der Freiheit der Hohen See sowie der Rechte ausgeübt, die dieses Übereinkommen im Hinblick auf die Tätigkeiten im Gebiet vorsieht.
Artikel 94 regelt das Hoheitsrecht der Staaten über Schiffe auf Hoher See. Es gilt das Flaggenstaatsprinzip. Absatz 1 lautet:
Jeder Staat übt seine Hoheitsgewalt und Kontrolle in verwaltungsmässigen, technischen und sozialen Angelegenheiten über die seine Flagge führenden Schiffe wirksam aus.
Das Seerechtsübereinkommen hat durch die Vereinbarung der Möglichkeit, ausschließliche Wirtschaftszonen von bis zu 200 Seemeilen zu generieren, durch die Definition der Archipelgewässer und durch die Ausweitung der Hoheitsgewässer von drei auf zwölf Seemeilen die Rechte der Küstenstaaten gestärkt und dafür die „Freiheit der Meere“ erheblich eingeschränkt.
Die Mitgliedsstaaten der Vereinten Nationen haben sich 2023 auf ein Abkommen zum Schutz der Weltmeere geeinigt. Künftig sollen demnach mindestens 30 Prozent der Weltmeere als Schutzgebiete ausgewiesen werden.